# Dipinto di blu
Dipinto di blu è un album raccolta di brani musicali della tradizione della musica leggera italiana eseguita dal quartetto jazz Jazzinaria Quartet e da un settetto composto da alcuni elementi dell'ensemble di musica classica Architorti pubblicato nel 2004.

## Tracce
1. Nel blu dipinto di blu -  Domenico Modugno e Franco Migliacci
2. Piove -  Domenico Modugno e Dino Verde
3. Parlami d'amore Mariù
4. Ma l'amore no
5. Che cosa resta
6. I ricordi della sera
7. Grazie dei fior
8. Roma nun fa' la stupida stasera -  Renato Rascel -testo di Pietro Garinei e Sandro Giovannini
9. Pippo non lo sa
10. La più bella del mondo
11. È arrivata la bufera -  Renato Rascel

## Musicisti

### Jazzinaria
- Laura Cavallero (voce)
- Luigi Martinale (piano e arrangiamenti)
- Stefano Risso (basso)
- Paolo Franciscone (batteria)

### Architorti
- Efix Puleo (1º violino)
- Elena Gallafrio (2º violino)
- Sergio Origlia (viola)
- Marco Robino (cello)
- Loris Bertot (double bass)
- Fabrizio Bosso (tromba e flicorno)
- Emanuele Cisi (sax soprano e sax tenore)